# Diamecyna setifera
Diamecyna setifera là một loài bọ cánh cứng trong họ Cerambycidae.